# Ozero Kopa (saltsjö)
Ozero Kopa är en saltsjö i Kazakstan. Den ligger i den norra delen av landet, 400 km nordväst om huvudstaden Astana. Arean är 2,0 kvadratkilometer.